# 六安直隸州
六安直隸州，清代設置的直隸州。

六安州在安徽省的位置（1820年）

隸鳳潁六泗道。明初以州治六安縣，省入，六安州屬鳳陽府，尋還屬廬州府。順治初因之。雍正二年（1724年），升直隸州，屬安徽省。領縣二:英山縣、霍山縣。。